# Albert Oldman
Pour les articles homonymes, voir Oldman.
Albert Leonard Oldman est un boxeur britannique né le 18 novembre 1883 et mort le 15 janvier 1961. Sa carrière est marquée par son titre de champion olympique obtenu dans la catégorie poids lourds aux Jeux de Londres en 1908.

## Carrière
Le parcours olympique d'Oldman pour conquérir l'or a été l'un des plus rapides de l'histoire. Il gagne son premier combat par KO en moins d'une minute puis bénéficie d'un forfait en demi-finale. En finale, il bat son compatriote Sydney Evans en moins de deux minutes.
Oldman, qui servait dans les Horse guards, devint par la suite policier à Londres. En 1910, il émigrait à Ceylan pour y être policier.

## Parcours auxJeux olympiques
Jeux olympiques d'été de 1908 à Londres (poids lourds) :
- Bat Ian Myrams (Grande-Bretagne) par KO au 1er round
- S'impose par forfait en demi-finale
- Bat Sydney Evans (Grande-Bretagne) par KO au 1er round